# Tepe Munhygienprodukter
Tepe Munhygienprodukter AB är ett privatägt svenskt företag, som sedan 1965 tillverkar munhygienprodukter som tandborstar. All design, utveckling och produktion bedrivs vid huvudkontoret i Malmö. Tepe har ca 500 anställda och dotterbolag i Norden, Tyskland, Storbritannien, Italien, Benelux, Frankrike, USA och Australien. Tepes produkter säljs i mer än 80 länder.

## Historik
Tepe grundades 1965, då träsnidaren Henning Eklund tillsammans med lärare vid tandläkarhögskolan i Malmö utvecklade en ny sorts tandsticka i trä med trekantigt tvärsnitt efter tandmellanrummens form.
Hennings son, Bertil Eklund (född 1945) fortsatte att utveckla företaget. År 1973 tillverkade Tepe sin första tandborste.
År 1993 lanserades Tepes mellanrumsborstar, som idag är företagets ledande produktgrupp. Även mellanrumsborstarna lanserades som ett resultat av odontologisk forskning och ett nära samarbete med tandvården.
År 1997 tillträdde Birgitta Nilsson som extern VD. Hon påbörjade en internationalisering av bolaget med satsning på export och etablering av flera dotterbolag utomlands. Under hennes ledning växte bolaget från cirka 30 till 300 MSEK i omsättning. 
Tepe är fortfarande i familjen Eklunds ägo och under perioden 2012-2019 var Joel Eklund (född 1980), sonson till grundaren, VD för Tepe. Han efterträddes av den tidigare ekonomidirektören Hanna Hageberg Hammar. 
År 2014 lanserades en silikonbeklädd tandsticka som alternativ till tandtråd och komplement till mellanrumsborste.
I samband med Tepes 50-årsjubileum 2015 skapade ägarfamiljen, genom en donation om 50 miljoner kronor, stiftelsen Eklund Foundation till förmån för odontologisk forskning.

## Priser och utmärkelser
För sina insatser har Bertil Eklund mottagit Kungliga Patriotiska Sällskapets Näringslivsmedalj samt blivit utsedd till hedersdoktor vid odontologiska fakulteten på Malmö högskola.
Den silikonbeklädda tandstickan belönades år 2016 med det internationella designpriset Red Dot Award för dess unika kombination av plastmaterial.
Under 2016 tilldelades Tepe både priset Årets Jobbkomet vid Malmö Näringslivsgala för sina jobbskapande insatser i Malmö, samt den nationella utmärkelsen Export Hermes för sin framgångsrika export.
I februari 2018 fick Tepe ta emot Malmö stads Näringslivspris inom Life Science.